# ファイティング×ガール
『ファイティング×ガール』（原題：Against the Ropes）は、2004年制作のアメリカ合衆国の映画。
アメリカのボクシング界で最も成功を収めた女性マネージャーとして知られるジャッキー・カレンの半生を映画化した伝記スポーツ映画。メグ・ライアン主演。俳優チャールズ・S・ダットンの初監督映画。日本では劇場未公開。

## あらすじ
ジャッキー・カレンはボクシングトレーナーを父に、ボクシング選手を叔父に持ったため、幼い頃からボクシングに親しんで育ち、自分もスポーツの世界にかかわりたいと思うようになっていた。
そして、ボクシングマネージャーの道を歩み始めた彼女はある日、ボクサーのデヴォンと新たに契約する。だが、彼女が新しいマネージャーとして自己紹介をしにデヴォンのアパートへ行くと、麻薬ディーラーのチンピラ、ルーサー・ショーがデヴォンを殴りつけていた。
それを見たジャッキーはすぐに、ルーサーにチャンピオンになる可能性があると直感、ジャッキーは引退したベテラン･トレーナーのフェリックス・レイノルズを説得してルーサーに付け、彼をチンピラからプロボクサーへと生まれ変わらせる。

## キャスト
- ジャッキー・カレン（英語版）：メグ・ライアン（吹替：山像かおり）
- ルーサー・ショー：オマー・エップス（吹替：大場真人）
- サム・ラロッカ：トニー・シャルーブ（吹替：岩崎ひろし）
- ギャヴィン：ティム・デイリー（吹替：根本泰彦）
- レネイ：ケリー・ワシントン（吹替：梅田貴公美）
- エイブル：ジョー・コーテス（吹替：宝亀克寿）
- フェリックス・レイノルズ：チャールズ・S・ダットン（吹替：長島雄一）
- ペドロ・ヘルナンデス：フアン・エルナンデス（吹替：長嶝高士）
- ダグ：ホルト・マッキャラニー（吹替：金尾哲夫）
- クリスコ：エイダン・デヴァイン（吹替：今井朋彦）
- ストーミー：ビッグ・ダディ・ウェイン（吹替：五王四郎）
- コーコラン：ボー・スター（吹替：塚田正昭）
- デヴォン・グリーン：トリー・キトルズ（吹替：三宅健太）
- キンバリー：カレン・ロビンソン（吹替：中澤やよい）
- ピート：ディーン・マクダーモット
- 少女時代のジャッキー：スカイ・マッコール・バートシアク
- ジャッキー・カレン（英語版）